# Jeziorna (przystanek kolejowy)
Jeziorna – zlikwidowana wąskotorowa stacja kolejowa w Konstancinie-Jeziornie, w dzielnicy Jeziorna, w województwie mazowieckim, w Polsce.